# Aulnay Val Francilia (stanice metra v Paříži)
Aulnay Val Francilia je prozatímní název budoucí stanice pařížského metra na lince 16, která bude umístěná v obci Aulnay-sous-Bois.

## Popis
Stanice se bude nacházet poblíž parku Robert-Ballanger, s nástupišti v hloubce 15 až 20 m. Návrh stanice vytvořil Aldric Beckmann z architektonické agentury Beckmann N'Thépé. Stanice bude celoskleněná.
Duo Berger&Berger (bratři Laurent P. Berger a Cyrille Berger) vytvoří ve stanici uměleckou instalaci ve spolupráci s architektem Aldricem Beckmannem. Stanice bude na svých nástupištích také obsahovat fresku Brechta Evense.

## Výstavba
Přípravné práce začaly v říjnu 2016 a byly dokončeny na podzim 2017. Výstavbu řídí skupina Egis Rail / Tractebel. Stavba byla zahájena výstavbou podzemních stěn stanice na konci roku 2019 s dodáním v roce 2026. Stavební práce byly zadány společnosti Salini Impregilo.